# بسط (رياضيات)
في علم الحساب في الرياضيات البسط هو جزء من الكسر يعبر عن عدد الأجزاء من المقام المكررة لتكوين الكسر.
على سبيل المثال في الكسر {\displaystyle {\frac {3}{4}}\,} فإن 3 هو البسط يمثل ثلاثة أجزاء من الكل حيث كل جزء هو ربع الكل. في المقابل فإن الجزء السفلي من الكسر يسمى المقام ويعبر عن الكل.